# Skiffy
Skiffy — преднамеренное искажённое написание или произношение термина «sci-fi», неологизма, обозначающего научную фантастику.

## История возникновения
Термин «sci-fi» был предложен Форрестом Джеем Акерманом в 1954 году как сокращение от «science fiction» (научная фантастика), в аналогии с термином «hi-fi» (высококачественное воспроизведение звука). Акерман, являвшийся давним поклонником жанра и литературным агентом таких авторов, как Рэй Брэдбери, Айзек Азимов, Альфред ван Вогт, Курт Сиодмак и Л. Рональд Лафайет Хаббард, произносил термин как /ˈsaɪˌfaɪ/ или «сай фай» . В 1970-х годах некоторые представители фан-культуры научной фантастики начали произносить его как /ˈskɪfi/ или «скиффи», причины чего остаются неясными.
Питер Николлс утверждает, что аббревиатура SF (или «sf») является предпочтительным сокращением в сообществе писателей и читателей научной фантастики. Ежемесячный фанзин Дэвида Лэнгфорда «Ansible» включает раздел «Как нас видят другие», который приводит многочисленные примеры использования терминов «sci-fi» и «skiffy» в уничижительном контексте людьми, не относящимися к жанру.
«Skiffy» также является названием клуба научной фантастики и фэнтези в колледже Уильяма и Мэри, Университет Содружества Виргинии, а также не всегда уместным сокращением для американского кабельного канала, ранее названного Sci-Fi Channel.
В 1998 году Майк Резник и Патрик Нильсен Хейден выпустили книгу под названием Alternate Skiffy (Альтернативный Скифи), представляющую собой антологию, содержащую рассказы о том, как могли бы сложиться жизни известных писателей научной фантастики, если бы их судьбы пошли по другому пути.